# 東保町
東保町（ひがしほちょう）は、愛知県愛西市の地名。字が22ある。

## 地理
旧佐屋町域、愛西市域南西部に位置する。

### 字一覧
配列は五十音順・読みはyahoo地図より。
- 大割（おおわり）北緯35度8分17.6秒 東経136度43分10秒
- 車田（くるまでん）北緯35度8分25.3秒 東経136度43分17.1秒
- 五間割（ごけんわり）北緯35度8分17.2秒 東経136度43分6.2秒
- 五反地（ごたんじ）北緯35度8分25.4秒 東経136度43分12.9秒
- 権右（ごんね）北緯35度8分40.9秒 東経136度43分11秒
- 昭和（しょうわ）北緯35度8分14.7秒 東経136度43分0.2秒
- 宗十（そうじゅう）北緯35度7分58.3秒 東経136度43分14.4秒
- 大正（たいしょう）北緯35度8分20.1秒 東経136度42分57.8秒
- 大門（だいもん）北緯35度8分34.7秒 東経136度42分52秒
- 天王田（てんのうでん）北緯35度8分7.3秒 東経136度43分14.7秒
- 中（なか）北緯35度8分35秒 東経136度43分2.5秒
- 西河原（にしがわら）北緯35度8分45.9秒 東経136度42分53.7秒
- ハサバ（はさば）北緯35度8分26.7秒 東経136度43分0秒
- 東河原（ひがしがわら）北緯35度8分44秒 東経136度43分1.7秒
- 東孫（ひがしまご）北緯35度8分27.1秒 東経136度43分7.1秒
- 平成（へいせい）北緯35度8分27.8秒 東経136度42分53.7秒
- 宮越（みやこし）北緯35度8分33.5秒 東経136度43分10.5秒
- 海用一（みよういち）北緯35度8分31.6秒 東経136度43分15.5秒
- 屋敷割（やしきわり）北緯35度8分20.1秒 東経136度43分2.4秒
- 柳原（やなぎはら）北緯35度8分17.5秒 東経136度43分13.7秒

## 世帯数と人口
2019年（令和元年）5月1日現在の世帯数と人口は以下の通りである。
| 町丁   | 世帯数  | 人口  |
| ------ | ------- | ----- |
| 東保町 | 309世帯 | 854人 |

### 人口の変遷
国勢調査による人口の推移
| 2005年（平成17年） | 864人 | [ 6 ] |  |
| 2010年（平成22年） | 862人 | [ 7 ] |  |
| 2015年（平成27年） | 847人 | [ 8 ] |  |

## 小・中学校の学区
市立小・中学校に通う場合、学区は以下の通りとなる。
| 番・番地等 | 小学校             | 中学校             |
| ---------- | ------------------ | ------------------ |
| 全域       | 愛西市立市江小学校 | 愛西市立佐屋中学校 |

## 交通

### 鉄道
- 名古屋鉄道尾西線 佐屋駅（敷地の一部）北緯35度8分50.2秒 東経136度42分59.3秒

### バス
- 愛西市巡回バス（2020年4月1日現在）[10]

|    | 停留所名   | 座標                                  | ルート         |
| -- | ---------- | ------------------------------------- | -------------- |
| 13 | 東保公民館 | 北緯35度8分38.1秒 東経136度43分11.1秒 | 佐屋西、佐屋東 |

### 道路
- 国道155号
- 愛知県道・岐阜県道・三重県道125号佐屋多度線
- 愛知県道458号一宮弥富線（巡見街道）

## 施設
- 天理教本心朋分教会北緯35度8分41.4秒 東経136度43分10秒
- 真宗大谷派明源寺北緯35度8分33.5秒 東経136度42分59.4秒
- 護国神社北緯35度8分25.9秒 東経136度43分10.5秒

## その他

### 日本郵便
- 郵便番号 : 496-0912[3]（集配局：津島郵便局[11]）。